# قرار مجلس الأمن التابع للأمم المتحدة رقم 1658
قرار مجلس الأمن التابع للأمم المتحدة رقم 1658، الذي تم اتخاذه بالإجماع في 14 فبراير 2006، بعد التذكير بالقرارات 1542 (2004) و1576 (2004) و1608 (2005) بشأن الوضع في هايتي، مدد المجلس ولاية بعثة الأمم المتحدة لتحقيق الاستقرار في هايتي حتى 15 أغسطس 2006.

## القرار

### أعمال
وبموجب الفصل السابع من ميثاق الأمم المتحدة، مدد المجلس ولاية بعثة الأمم المتحدة لتحقيق الاستقرار في هايتي بنية تجديدات أخرى. طُلب من الأمين العام كوفي أنان تقديم تقرير عن إعادة هيكلة محتملة لعملية حفظ السلام التابعة للأمم المتحدة هايتي لدعم الإصلاح بعد التشاور مع الحكومة الهايتية الجديدة.

## روابط خارجية
- نص القرار في undocs.org